# مسجد العظام
مسجد العظام أحد المساجد التاريخية التي تمتد للعصر النبوي يقع في محافظة العلا بالمملكة العربية السعودية، ويبعد عن شمال المدينة المنورة 300 كم، سمي بذلك لأن النبي محمد علّم موضع صلاته فيه قبل بناءه بالعظام.

## سبب التسمية
حين صلى الرسول محمد في موقعه وهو في الطريق لإحدى غزواته في السنة التاسعة للهجرة عام 630 ميلادي، لم يجد حجرًا لتحديد القبلة فحددها بالعظام. فبنى أهل العلا (وادي القرى في الماضي ) مسجدًا في ذات الموقع واسموه بمسجد العظام.

## الموقع
يقع مسجد العظام بمحافظة العلا بمنطقة المدينة المنورة، في بلدة العلا القديمة بجوار قلعة موسى بن نصير التاريخية ومسجد الصخرة، على الطريق الرابط بين مدينة العلا ومدائن صالح.

## مكونات المسجد
يتميز المسجد بطرازه المعماري الفريد، وقد تم بنائه بمواد البناء المحلية، حيث تم استخدام الحجارة المقطوعة المبنية بمونة الطين وتم بناء سقفه من جذوع شجر النخيل المُغطى بجريد النخيل، وتبلغ مساحة المسجد الكلية نحو 676.03م2، ويتسع لنحو 560 مصل، ويتكون المسجد من بيت للصلاة (37.65*15.30م) وبه المحراب والمنبر، كما يوجد غرفة صغيرة يقع مدخلها بحائط القبلة تستخدم كمستودع، ويحتوي المسجد على مدخلان يقعان بالضلع الشمالي للمسجد، كما يوجد مدخل آخر يقع بالحائط الغربي للمسجد، وللمسجد مئذنة تقع في الركن الشمالي الغربي ويبلغ ارتفاعها نحو 9.75م

## الترميم
وقد مرت عمارة المسجد بعدة ترميمات كان آخرها على نفقة فاعل خير من أبناء العلا عام 1419هـ.

## الصور

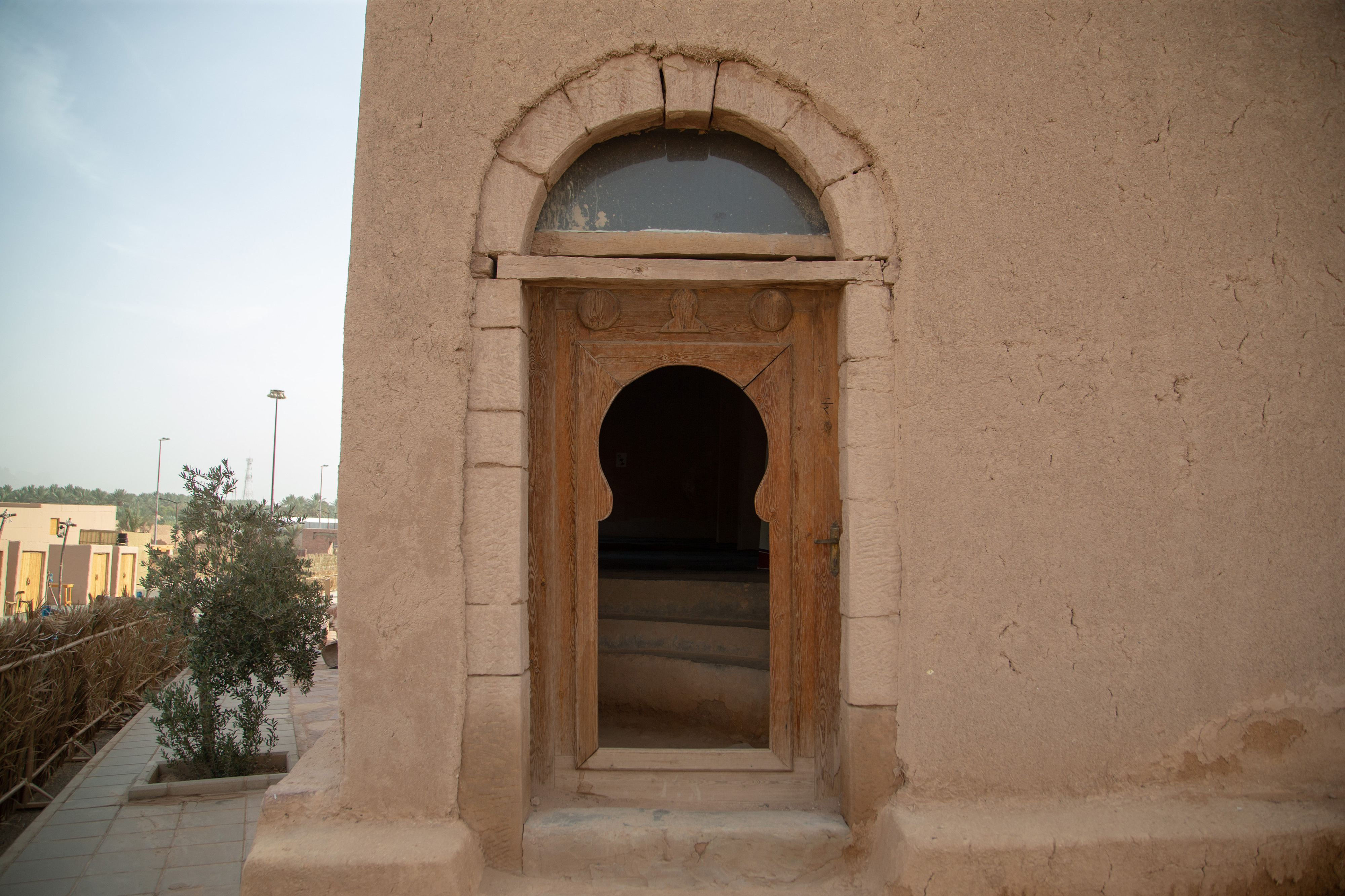
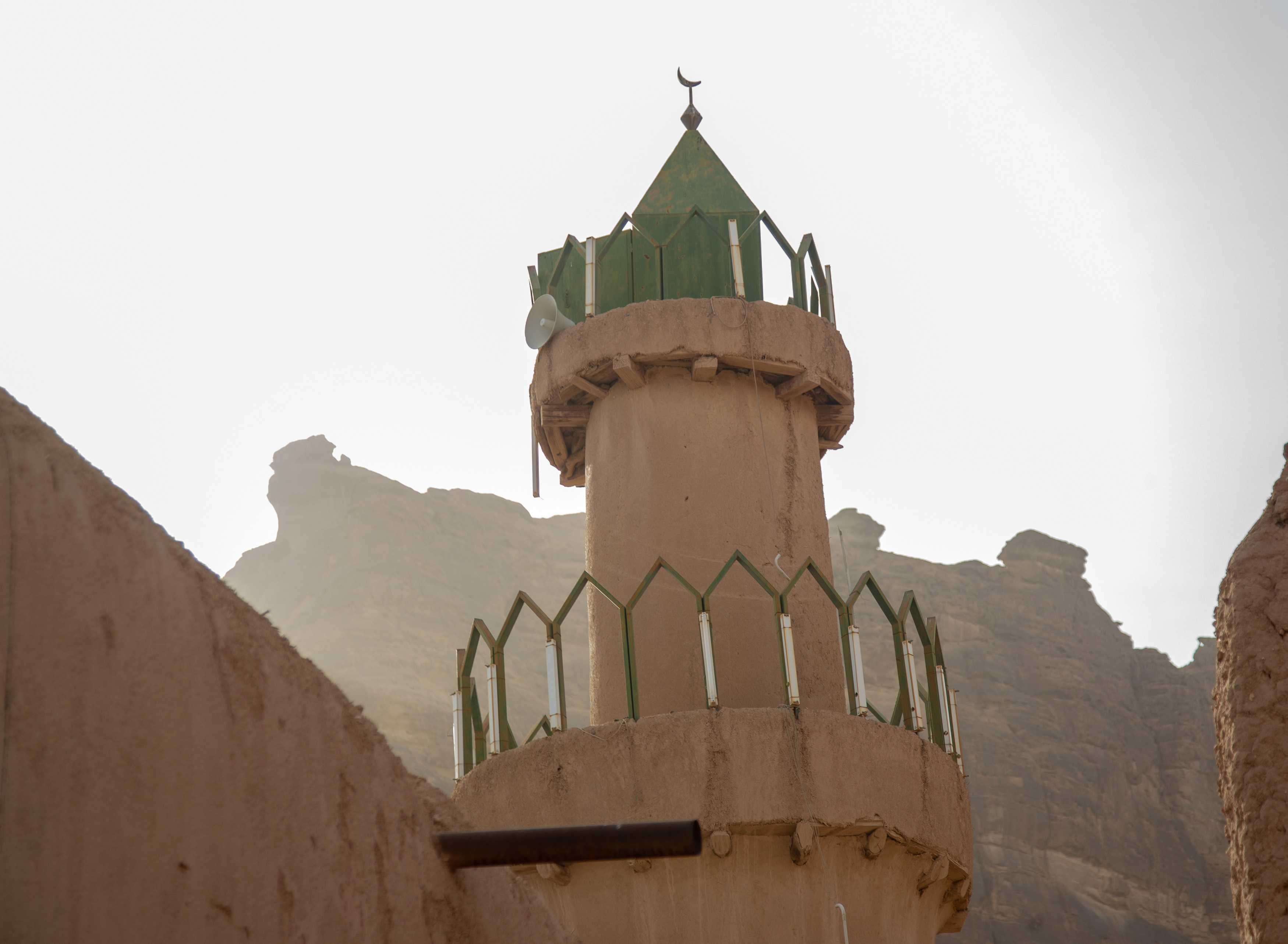
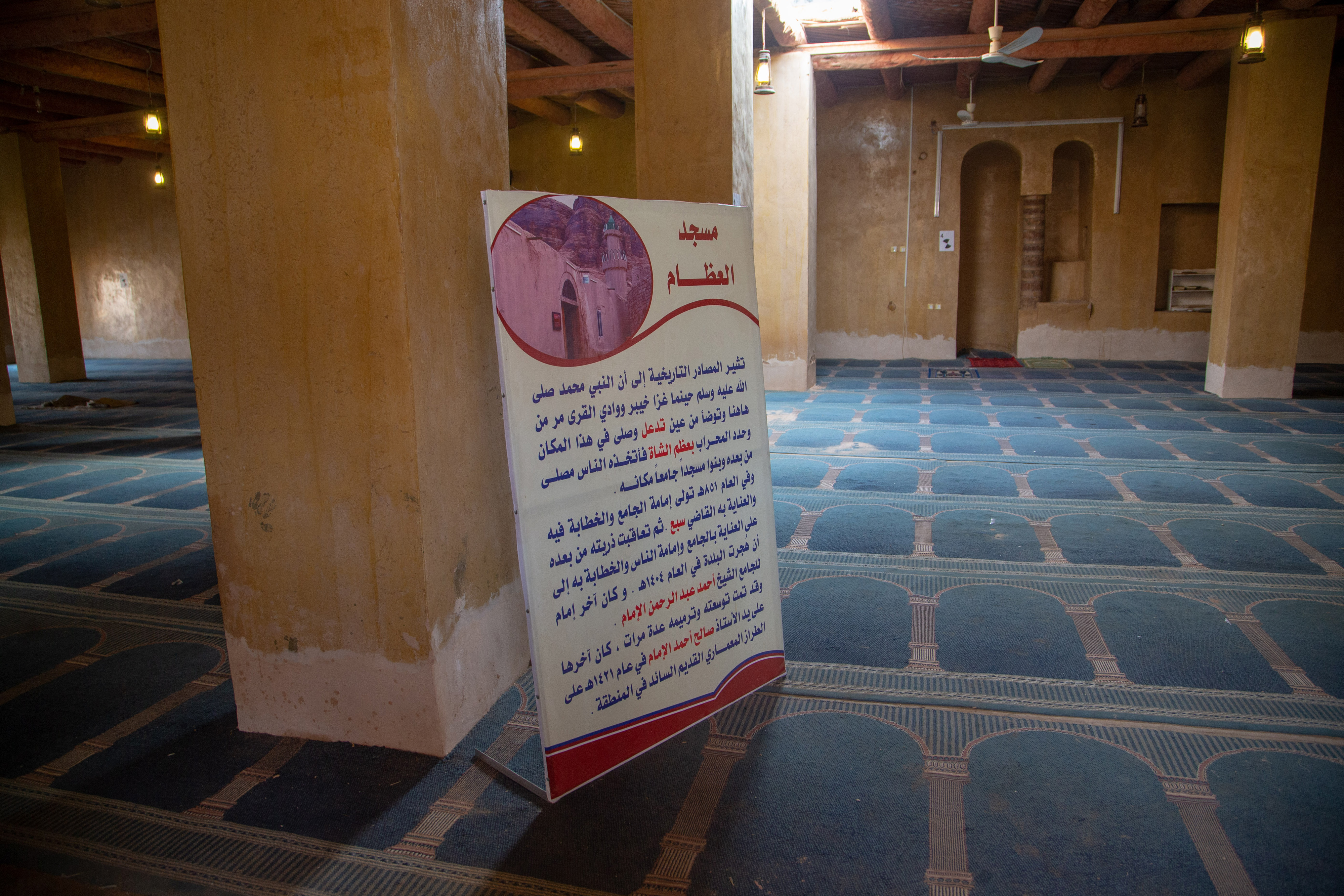